# Nasal labio-alveolar sonora
La nasal labio-alveolar sonora es un tipo de sonido consonántico utilizado en algunos idiomas hablados. Es una [n] y una [m] pronunciadas simultáneamente. El símbolo en el Alfabeto Fonético Internacional que representa este sonido es ⟨n͡m⟩.

## Características
- Su modo de articulación es oclusiva , lo que significa que se produce obstruyendo el flujo de aire en el tracto vocal. Debido a que la consonante también es nasal , el flujo de aire bloqueado se redirige a través de la nariz.
- Su punto de articulación es labial-alveolar , lo que significa que se articula simultáneamente con la parte anterior de la lengua contra el reborde alveolar y los labios.
- Su fonación es sonora, lo que significa que las cuerdas vocales vibran durante la articulación.

- Es una consonante nasal , lo que significa que se permite que el aire escape por la nariz, ya sea exclusivamente ( oclusivas nasales ) o además de por la boca.

- Es una consonante central, lo que significa que se produce dirigiendo la corriente de aire a lo largo del centro de la lengua, en lugar de hacia los lados.
- El mecanismo de la corriente de aire es pulmonar, lo que significa que se articula empujando el aire únicamente con los músculos intercostales y el diafragma, como en la mayoría de los sonidos.

## Ocurre en
| Idioma | Palabra | AFI   | Significado | Notas                                     |
| ------ | ------- | ----- | ----------- | ----------------------------------------- |
| Yele   | ńmó     | [n̪͡mo] | "ave"       | Contrasta con m, n̪, n̠, n̠ʲ, ŋ, n̪͡m, n̠͡m, ŋ͡m. |
| Yele   | nmó     | [n̠͡mo] | "nosotros"  | Contrasta con m, n̪, n̠, n̠ʲ, ŋ, n̪͡m, n̠͡m, ŋ͡m. |